# Just Dance 3
Just Dance 3 è un videogioco musicale per Wii, PlayStation 3 e Xbox 360. Just Dance 3 è stato annunciato poco dopo l'uscita di Just Dance 2 ed è stato messo in commercio il 7 ottobre 2011 in Nord America e l'11 ottobre 2011 in tutto il mondo. Ha un sequel chiamato Just Dance 4.

## Modalità di gioco
Insieme ad assoli e duetti, in Just Dance 3 si aggiungono i quartetti che permettono a 4 giocatori di ballare ognuno con il proprio ballerino e quindi ognuno con una coreografia differente. La versione Wii e la versione Ps3 hanno anche un'attesa modalità a 8 giocatori, in questa modalità fino a 8 giocatori possono condividere i 4 telecomandi Wii o Move Controller e danzare insieme.
La versione Xbox 360 con Kinect ha una modalità "Just Create" in cui i giocatori possono creare i loro balli. Possono essere salvati e condivisi con i propri amici online e possono essere giocati come qualsiasi altra coreografia.

## Mojo
A partire da Just Dance 3, c'è una novità: Il "Mojo". In base alle stelle ottenute durante una canzone (da 1 a 5), vengono assegnati dei punti. Raggiunto un determinato numero di stelle, si ottiene un regalo come: Dance Mash - Up, canzoni nuove ed anche il "Medley": pezzi di canzoni messe insieme in una sequenza casuale.

## Brani
Il 18 agosto 2011, IGN ha pubblicato la lista delle canzoni in Just Dance 3. Il gioco contiene 49 canzoni per le versioni Wii e Xbox 360, mentre la versione per PlayStation 3 contiene 53 canzoni, dato che la PS3 non presenta contenuti scaricabili.
| Titolo                                         | Artisti                                                 | Difficoltà | Sforzo | Anno | Modalità                    | Ballerino/i |
| ---------------------------------------------- | ------------------------------------------------------- | ---------- | ------ | ---- | --------------------------- | ----------- |
| ...Baby One More Time (*)                      | The Girly Team (Britney Spears)                         | 2          | 2      | 1998 | Quartetto                   | ♀/♀/♀/♀     |
| Airplanes (TE)                                 | B.o.B. (ft. Hayley Williams of Paramore)                | 1          | 1      | 2010 | Solo                        | ♂           |
| Apache (Jump On It)                            | The Sugarhill Gang                                      | 3          | 2      | 1981 | Solo                        | ♂           |
| Are You Gonna Go My Way                        | Lenny Kravitz                                           | 1          | 3      | 1993 | Solo                        | ♀           |
| Baby Zouk (S)                                  | Dr. Creole                                              | 2          | 3      | 2010 | Duetto                      | ♀/♂         |
| Barbra Streisand                               | Duck Sauce                                              | 2 (3)      | 2 (3)  | 2010 | Solo / Solo (S)             | ♀ (♂)       |
| Beautiful Liar (*)                             | Countdown Mix Masters (Beyoncé ft. Shakira)             | 3          | 1      | 2007 | Duetto                      | ♀/♀         |
| Boogie Wonderland (*)                          | Groove Century (Earth, Wind & Fire ft. The Emotions)    | 2          | 2      | 1979 | Quartetto                   | ♀/♂/♂/♀     |
| Boom                                           | Reggaeton Storm                                         | 2          | 2      | 2005 | Solo                        | ♀           |
| California Gurls                               | Katy Perry ft. Snoop Dogg                               | 2          | 2      | 2010 | Solo                        | ♀           |
| Crazy Little Thing Called Love                 | Queen                                                   | 3          | 2      | 1979 | Duetto                      | ♀/♂         |
| Da Funk                                        | Daft Punk                                               | 2          | 2      | 1995 | Duetto                      | ♂/♂         |
| Dance All Nite                                 | Anja                                                    | 3          | 1      | 2011 | Solo                        | ♀           |
| Dynamite                                       | Taio Cruz                                               | 1          | 2      | 2010 | Quartetto                   | ♂/♀/♀/♂     |
| E.T.                                           | Katy Perry                                              | 1          | 2      | 2011 | Solo                        | ♀           |
| Forget You                                     | Cee Lo Green                                            | 2          | 2      | 2010 | Solo                        | ♂           |
| Giddy on Up (Giddy on Out)                     | Laura Bell Bundy                                        | 2 (1)      | 1 (1)  | 2010 | Solo / Tienimi per mano (S) | ♀ (♀♀)      |
| Gonna Make You Sweat (Everybody Dance Now) (*) | Sweat Invaders (C+C Music Factory ft. Freedom Williams) | 2          | 3      | 1990 | Solo                        | ♂           |
| Hey Boy Hey Girl                               | The Chemical Brothers                                   | 3          | 3      | 1999 | Solo                        | ♂           |
| Hungarian Dance No. 5 (S)                      | Brahms by Just Dance Classical Orchestra                | 2          | 2      | 1950 | Duetto                      | ♀/♂         |
| I Feel Love                                    | Donna Summer                                            | 2          | 1      | 1977 | Solo                        | ♀           |
| I Don't Feel Like Dancin'                      | Scissor Sisters                                         | 3          | 3      | 2006 | Solo                        | ♂           |
| I'm So Excited                                 | The Pointer Sisters                                     | 1          | 3      | 1982 | Solo                        | ♀           |
| I Was Made for Lovin' You                      | KISS                                                    | 1 (2)      | 2 (3)  | 1979 | Quartetto / Solo (S)        | ♂/♂/♀/♂ (♀) |
| Jamaican Dance                                 | Konshens                                                | 1          | 2      | 2011 | Tienimi per mano            | (♀♂)        |
| Jump (for My Love)                             | Girls Aloud                                             | 3          | 3      | 2003 | Duetto                      | ♀/♀         |
| Kurio ko uddah le jana                         | Bollywood Rainbow                                       | 3          | 2      | 1994 | Duetto                      | ♀/♂         |
| Land of 1000 Dances                            | Wilson Pickett                                          | 1          | 3      | 1966 | Solo                        | ♂           |
| Let's Go to the Mall                           | Robin Sparkles                                          | 3          | 2      | 1995 | Solo                        | ♀           |
| Lollipop                                       | Mika                                                    | 2          | 2      | 2007 | Solo                        | ♀           |
| Mamasita (S)                                   | Latino Sunset                                           | 3          | 2      | 2001 | Duetto                      | ♀/♂         |
| Marcia Baila (P)                               | Rita Mitsouko                                           | 2          | 2      | 1985 | Solo                        | ♀           |
| Night Boat to Cairo                            | Madness                                                 | 1          | 3      | 1979 | Quartetto                   | ♂/♀/♂/♂     |
| No Limit                                       | 2 Unlimited                                             | 2          | 3      | 1993 | Duetto                      | ♀/♂         |
| Only Girl (in the World) (TE)                  | Rihanna                                                 | 2          | 2      | 2010 | Solo                        | ♀           |
| Party Rock Anthem                              | LMFAO ft. Lauren Bennett and GoonRock                   | 3          | 2      | 2011 | Solo                        | ♂           |
| Pata Pata (*)                                  | African Ladies (Miriam Makeba)                          | 1          | 2      | 1967 | Duetto                      | ♀/♀         |
| Price Tag                                      | Jessie J ft. B.o.B                                      | 2          | 1      | 2011 | Solo                        | ♀           |
| Promiscuous                                    | Nelly Furtado ft. Timbaland                             | 2          | 2      | 2006 | Duetto                      | ♀/♂         |
| Pump It                                        | The Black Eyed Peas                                     | 3          | 3      | 2006 | Solo                        | ♂           |
| Satellite (P)                                  | Lena                                                    | 1          | 2      | 2010 | Solo                        | ♀           |
| She's Got Me Dancing                           | Tommy Sparks                                            | 3          | 2      | 2009 | Solo                        | ♂           |
| Somethin' Stupid                               | Robbie Williams ft. Nicole Kidman                       | 1          | 1      | 2001 | Duetto                      | ♀/♂         |
| Spectronizer                                   | Sentai Express                                          | 2          | 2      | 2009 | Quartetto                   | ♀/♂/♂/♂     |
| Take on Me                                     | A-ha                                                    | 1          | 3      | 1985 | Solo                        | ♂           |
| Teenage Dream (BBE)                            | Katy Perry                                              | 2          | 1      | 2010 | Solo                        | ♀           |
| The Master Blaster (S)                         | Inspector Marceau                                       | 3          | 1      | 1969 | Duetto                      | ♀/♂         |
| Think (*)                                      | The London Theater Cast & Orchestra (Aretha Franklin)   | 2          | 2      | 1968 | Solo                        | ♀           |
| This Is Halloween                              | Danny Elfman                                            | 2          | 2      | 1993 | Quartetto                   | ♀/♂/♂/♀     |
| Tightrope (Solo Version)                       | Janelle Monáe                                           | 3          | 2      | 2010 | Solo                        | ♀           |
| Venus                                          | Bananarama                                              | 1          | 2      | 1986 | Solo                        | ♀           |
| Video Killed the Radio Star                    | The Buggles                                             | 2          | 1      | 1979 | Solo                        | ♂           |
| What You Waiting For                           | Gwen Stefani                                            | 2          | 1      | 2004 | Solo                        | ♀           |

- Il Segno "*" indica che la canzone è una cover non l'originale.
- Il segno "(S)" indica che la canzone deve essere sbloccata nel gioco
- Il segno "(P)" indica che la canzone è disponibile solo nella versione Europea (PAL) del gioco
- Il segno "(TE)" indica che la canzone è disponibile solo nella "Target Edition" in Nord America e nell' "Edizione Speciale" per Xbox 360 in Europa.
- Il Segno "(BBE)" indica che la canzone è disponibile solo nella "Best Buy Edition" in Nord America e nell' "Edizione Speciale" in Europa.

## Canzoni scaricabili dallo Store
| Titolo                    | Artisti                | Difficoltà | Sforzo | Anno | Modalità | Ballerino/i | Pubblicato il    | Costo          |
| ------------------------- | ---------------------- | ---------- | ------ | ---- | -------- | ----------- | ---------------- | -------------- |
| Baby Don't Stop Now       | Anja                   | 2          | 1      | 2011 | Solo     | ♀           | 7 ottobre 2011   | 250 Wii Points |
| Jambo Mambo               | Ole Orquestra          | 2          | 2      | 1997 | Duetto   | ♀/♂         | 7 ottobre 2011   | 250 Wii Points |
| Soul Searchin             | Groove Century         | 1          | 1      | 1999 | Solo     | ♂           | 7 ottobre 2011   | 250 Wii Points |
| Twist and Shake It        | The Girly Team         | 2          | 1      | 2008 | Duetto   | ♀/♀         | 7 ottobre 2011   | 250 Wii Points |
| Just Mario                | Ubisoft Meets Nintendo | 1          | 3      | 1992 | Solo     | ♂           | 14 dicembre 2011 | 250 Wii Points |
| Beat Match Until I'm Blue | Sweat Invaders         | 2          | 2      | 2011 | Solo     | ♀           | 4 gennaio 2012   | 250 Wii Points |
| Touch Me Want Me          | Sweat Invaders         | 2          | 3      | 2004 | Solo     | ♀           | 4 gennaio 2012   | 250 Wii Points |
| Dun N Dusted              | Sweat Invaders         | 2          | 2      | 2010 | Solo     | ♂           | 4 gennaio 2012   | 250 Wii Points |
| Cardiac Caress            | Sweat Invaders         | 2          | 3      | 1988 | Solo     | ♀           | 18 gennaio 2012  | 250 Wii Points |
| Boomsday                  | Sweat Invaders         | 2          | 3      | 2012 | Solo     | ♂           | 18 gennaio 2012  | 250 Wii Points |
| Merengue                  | Sweat Invaders         | 2          | 2      | 2012 | Solo     | ♀           | 18 gennaio 2012  | 250 Wii Points |

### Xbox 360
| Titolo                                | Artisti                                   | Difficoltà | Sforzo | Anno | Modalità | Ballerino/i | Pubblicato il    | Costo                |
| ------------------------------------- | ----------------------------------------- | ---------- | ------ | ---- | -------- | ----------- | ---------------- | -------------------- |
| Fame                                  | In the style of Irene Cara                | 1          | 3      | 1980 | Solo     | ♀           | 7 ottobre 2011   | 240 Microsoft Points |
| Heart of Glass                        | Blondie                                   | 2          | 1      | 1979 | Solo     | ♀           | 7 ottobre 2011   | 240 Microsoft Points |
| U Can't Touch This                    | MC Hammer                                 | 2          | 3      | 1992 | Solo     | ♂           | 7 ottobre 2011   | 240 Microsoft Points |
| Jin-Go-Lo-Ba                          | Fatboy Slim                               | 2          | 2      | 2004 | Solo     | ♀           | 15 novembre 2011 | 240 Microsoft Points |
| Cosmic Girl                           | Jamiroquai                                | 1          | 2      | 1996 | Solo     | ♀           | 15 novembre 2011 | 240 Microsoft Points |
| Jump in the Line (Shake, Senora)      | Harry Belafonte                           | 3          | 2      | 1961 | Duetto   | ♀/♂         | 15 novembre 2011 | 240 Microsoft Points |
| Satisfaction (Isak Original Extended) | Benny Benassi                             | 1          | 1      | 2003 | Solo     | ♂           | 15 novembre 2011 | 240 Microsoft Points |
| Toxic                                 | Britney Spears                            | 3          | 1      | 2003 | Solo     | ♀           | 23 novembre 2011 | 240 Microsoft Points |
| Acceptable in the 80s                 | Calvin Harris                             | 2          | 2      | 2007 | Solo     | ♀           | 23 novembre 2011 | 240 Microsoft Points |
| Jump (Kris Kross)                     | Kris Kross                                | 3          | 3      | 1991 | Duetto   | ♂/♂         | 23 novembre 2011 | 240 Microsoft Points |
| Proud Mary                            | Ike & Tina Turner                         | 2          | 3      | 1991 | Solo     | ♀           | 23 novembre 2011 | 240 Microsoft Points |
| Walk like an Egyptian                 | The Bangles                               | 2          | 2      | 1986 | Solo     | ♀           | 6 dicembre 2011  | 240 Microsoft Points |
| Iko Iko                               | Mardi Gras                                | 1          | 2      | 1953 | Solo     | ♀           | 6 dicembre 2011  | 240 Microsoft Points |
| Baby Girl                             | Reggaeton                                 | 3          | 2      | 2003 | Solo     | ♂           | 6 dicembre 2011  | 240 Microsoft Points |
| Mashed Potato Time                    | Dee Dee Sharp                             | 1          | 1      | 1962 | Solo     | ♀           | 6 dicembre 2011  | 240 Microsoft Points |
| Crazy Christmas                       | Santa Clones                              | 2          | 2      | 2010 | Solo     | ♂           | 20 dicembre 2011 | 240 Microsoft Points |
| Step by Step x3d                      | New Kids on the Block                     | 2          | 2      | 1990 | Solo     | ♂           | 20 dicembre 2011 | 240 Microsoft Points |
| Louie Louie                           | Iggy Pop                                  | 1          | 3      | 1993 | Solo     | ♂           | 20 dicembre 2011 | 240 Microsoft Points |
| I Like to Move It (Radio Mix)         | Reel 2 Real ft. The Mad Stuntman          | 2          | 2      | 1994 | Solo     | ♀           | 4 gennaio 2012   | 240 Microsoft Points |
| Beat Match Until I'm Blue             | Sweat Invaders                            | 2          | 2      | 2011 | Solo     | ♀           | 4 gennaio 2012   | 240 Microsoft Points |
| Dun N Dusted                          | Sweat Invaders                            | 2          | 2      | 2011 | Solo     | ♂           | 4 gennaio 2012   | 240 Microsoft Points |
| Touch Me Want Me                      | Sweat Invaders                            | 2          | 3      | 2011 | Solo     | ♀           | 4 gennaio 2012   | 240 Microsoft Points |
| Cardiac Caress                        | Sweat Invaders                            | 2          | 2      | 2012 | Solo     | ♀           | 17 gennaio 2012  | 240 Microsoft Points |
| Boomsday                              | Sweat Invaders                            | 2          | 3      | 2012 | Solo     | ♂           | 17 gennaio 2012  | 240 Microsoft Points |
| Merengue                              | Sweat Invaders                            | 2          | 2      | 2012 | Solo     | ♀           | 17 gennaio 2012  | 240 Microsoft Points |
| Who Let The Dogs Out?                 | Baha Men                                  | 2          | 2      | 2000 | Solo     | ♂           | 17 gennaio 2012  | 240 Microsoft Points |
| Katti Kalandal                        | Bollywood                                 | 2          | 2      | 2000 | Duetto   | ♀/♂         | 1º febbraio 2012 | 240 Microsoft Points |
| Why Oh Why                            | Love Letter                               | 1          | 1      | 2009 | Duetto   | ♀/♂         | 1º febbraio 2012 | 240 Microsoft Points |
| The Power                             | Snap!                                     | 2          | 3      | 1990 | Solo     | ♂           | 1º febbraio 2012 | 240 Microsoft Points |
| Skin-To-Skin                          | Sweat Invaders                            | 1          | 3      | 1992 | Solo     | ♂           | 1º febbraio 2012 | 240 Microsoft Points |
| Rasputin                              | Boney M.                                  | 3          | 3      | 1978 | Solo     | ♂           | 15 febbraio 2012 | 240 Microsoft Points |
| Mugsy Baloney                         | Charleston                                | 3          | 2      | 1924 | Duetto   | ♀/♂         | 15 febbraio 2012 | 240 Microsoft Points |
| That's the Way (I Like It)            | KC and the Sunshine Band                  | 2          | 1      | 1975 | Solo     | ♂           | 15 febbraio 2012 | 240 Microsoft Points |
| Kids in America                       | Kim Wilde                                 | 2          | 2      | 1980 | Solo     | ♀           | 12 marzo 2012    | 240 Microsoft Points |
| Down by the Riverside                 | The Reverend Horatio Duncan & Amos Sweets | 2          | 1      | 1927 | Solo     | ♀           | 12 marzo 2012    | 240 Microsoft Points |
| Professor Pumplestickle               | Nick Phoenix & Thomas J. Bergerson        | 3          | 1      | 2006 | Duetto   | ♀/♂         | March 12, 2012   | 240 Microsoft Points |
| DARE                                  | Gorillaz                                  | 2          | 1      | 2007 | Solo     | ♂           | 12 marzo 2012    | 240 Microsoft Points |
| Alright                               | Supergrass                                | 2          | 2      | 1994 | Duetto   | ♀/♂         | 25 aprile 2012   | 240 Microsoft Points |
| Dagomba                               | Sorcerer                                  | 2          | 3      | 2003 | Solo     | ♀           | 25 aprile 2012   | 240 Microsoft Points |
| Futebol Crazy                         | The World Cup Girls                       | 1          | 2      | 2009 | Solo     | ♀           | 25 aprile 2012   | 240 Microsoft Points |
| It's Raining Men                      | The Weather Girls                         | 2          | 3      | 1982 | Solo     | ♀           | 25 aprile 2012   | 240 Microsoft Points |